# Kim A-lim
Kim A-lim (韓語: 김아림, née le 4 octobre 1995) est une golfeuse professionnelle sud-coréenne.

## Carrière
Kim est devenue professionnelle en 2013 à l'âge de 18 ans et a commencé à jouer sur le KLPGA en 2016. Elle remporte deux victoires, au Pak Se-ri Invitational en octobre 2018 et au championnat MY Munyoung Queens Park en 2019. Elle termine en 11e position sur la liste des gains du KLPGA cette année là.
En décembre 2020, Kim participe à son premier  championnat majeur de la LPGA lors de l'US Women's Open 2020 au Champions Golf Club de Houston, au Texas . Débutant le dernier tour à cinq coups de la tête, elle marque un birdie sur chacun des trois derniers trous pour rendre une carte de 67 et remporter le tournoi avec un coup d'avance sur Ko Jin-young et Amy Olson.

## Victoires professionnelles (3)

### LPGA Tour (1)
| Légende                  |
| Championnats majeurs (1) |
| Autre tournoi LPGA (0)   |

| No. | Date        | Tournoi                     | Score gagnant          | Marge de victoire | Seconde place           | Gains ( $ ) |
| --- | ----------- | --------------------------- | ---------------------- | ----------------- | ----------------------- | ----------- |
| 1   | 14 déc.2020 | Open féminin des États-Unis | −3 (68-74-72-67 = 281) | 1 coups           | Ko Jin-Young ,Amy Olson | 1 000 000   |

### LPGA of Korea Tour (2)
- 2018 (1) OK! Savings Bank Pak Se-ri Invitational
- 2019 (1) MY Munyoung Queens Park Championship

## Championnats majeurs

### Victoires (1)
| An   | Championnat                 | 54 trous          | Score gagnant          | Marge de victoire | Finalistes              |
| ---- | --------------------------- | ----------------- | ---------------------- | ----------------- | ----------------------- |
| 2020 | Open féminin des États-Unis | 5 coups de retard | −3 (68-74-72-67 = 281) | 1 coup            | Ko Jin-Young, Amy Olson |